# Градчанска
«Градчанска» (чеш. Hradčanská) — станция пражского метрополитена. Расположена на линии A, между станцими «Дейвицка» и «Малостранска». Названа по району Градчаны.
Станция была открыта 12 августа 1978 года в составе первого участка линии «А» «Дейвицка — Намести Миру».
У станции «Градчанска» имеется один выход на улицу Милады Гораковой (чеш. Milady Horákové). Второй выход не был построен в 1992 году, как это было предусмотрено планом 1987 года.